# Gaillac-d'Aveyron

Gaillac-d'Aveyron este o comună în departamentul Aveyron din sudul Franței. În 1 ianuarie 2022 avea o populație de 326 de locuitori.